# Cristian Preda
Cristian Preda (n. 26 octombrie 1966, București, România) este un profesor de politologie român, care a publicat mai multe cărți în acest domeniu. El a deținut funcțiile de secretar de stat pentru Francofonie, în cadrul Ministerului Afacerilor Externe și consilier prezidențial pentru educație și cercetare. Cristian Preda a candidat pentru Parlamentul European, din partea Partidului Democrat Liberal. În urma votului de pe 7 iunie 2009, a fost ales, pe poziția a patra pe lista Partidului Democrat Liberal pentru un mandat de 5 ani, membru al Parlamentului Europei. Pe 31 ianuarie 2014, s-a înscris în Partidul Mișcarea Populară, pe listă căruia a candidat la alegerile europarlamentare, astfel câștigând al doilea său mandat de eurodeputat. El a fost exclus însă la scurt timp, pentru că nu a susținut-o  pe Elena Udrea la alegerile prezidențiale. Pe 29 ianuarie 2019 s-a înscris în Partidul Libertate, Unitate și Solidaritate (PLUS). Ulterior, Cristian Preda a demisionat din partid, justificându-și retragerea prin constrângeri de natură profesională, el fiind ales decan al Facultății de Științe Politice a Universității București.

## Educație
Cristian Preda s-a născut la data de 26 octombrie 1966, în municipiul București. A absolvit, ca șef de promoție, cursurile Facultății de Filosofie din cadrul Universității din București, în anul 1991. În același an a obținut un D.E.A. (diplomă de studii aprofundate) în istoria filosofiei la Universitatea Paris 1 Panthéon-Sorbonne, obținând calificativul „foarte bine”.
El a continuat să se perfecționeze și după terminarea facultății, urmând după anul 1989 stagii de cercetare masterală, doctorală și postdoctorală finanțate de Guvernul Francez, Programul Erasmus, Agence Universitaire de la Francophonie și New Europe College. În anul 1998, a obținut titlul științific de doctor în științe politice la „Ecole des Hautes Etudes en Sciences Sociales” din Paris cu mențiunea “summa cum laude, cu felicitările juriului în unanimitate”.

## Carieră universitară
Din anul 1992, este cadru didactic la Facultatea de științe politice a Universității din București, actualmente fiind profesor universitar și decan al Facultății. Din anul 2005, este și conducător de doctorat în domeniul științe politice.
A fost șef de proiect filiere universitare la „Agence Universitaire de la Francophonie” și „Bureau Europe centrale et orientale” în perioada 2001-2002. Din anul 2002, este membru al comisiei regionale de experți a AUF-BECO.

## Carieră politică
În perioada martie - decembrie 1999, a deținut funcția de consilier prezidențial pentru politica internă la Președinția României. În această calitate, a colaborat cu echipa de consilieri a Președintelui Emil Constantinescu, în una dintre cele mai dificile perioade ale istoriei recente a României.
La data de 21 septembrie 2005, a fost numit în funcția de comisar guvernamental pentru Francofonie și secretar de stat în Ministerul Afacerilor Externe, fiind în același timp și reprezentant personal al Președintelui Traian Băsescu pentru Francofonie. A avut un rol central în pregătirea și organizarea Summit-ului Francofoniei, desfășurat în anul 2006 la București. A prezidat, de asemenea, în calitatea de reprezentant personal al Președintelui Romaniei pentru Fracofonie, până în martie 2009, lucrările Comisiei Politice a Consiliului Permanent al Francofoniei.
La data de 15 martie 2007, prin decret prezidențial, Cristian Preda a fost numit în funcția de consilier prezidențial la Departamentul de Educație și Cercetare al Administrației Prezidențiale a României. În această calitate, a avut un rol central în convocarea și organizarea activității Comisiei Prezidențiale pentru educație și cercetare, în negocierile cu sindicatele din învățămînt și cercetare, în medierile între diverșii actori sociali și instituționali implicați în reforma educației și cercetării.
Cristian Preda își încheie mandatul de președinte al Comisiei Politice a Consiliului Permanent al Francofoniei în martie 2009, prin participarea la o reuniune internațională de mare importanță, fiind mandatat să îl reprezinte pe Președintele Organizației Internaționale a Francofoniei, Abdou Diouf, la Etats Généraux de la Francophonie în Vietnam.
La începutul anului 2009, Cristian Preda decide să se înscrie în Partidul Democrat Liberal. Cristian Preda a scris pe blogul său la data de 24 februarie 2009: „Am decis să intru în Partidul Democrat Liberal. Vreau să aduc un plus acestei formațiuni. Am de asemenea dorința să candidez la alegerile pentru Parlamentul European de pe 7 iunie 2009. Cred că pot reprezenta cetățenii români cu demnitate, în numele unor convingeri politice și având în vedere un viitor mai bun pentru noi toți, cetățeni ai Europei”. A fost nominalizat pe lista Partidului Democrat Liberal pentru alegerile europarlamentare din 2009, pe poziția a patra, după Theodor Stolojan, Monica Macovei și Traian Ungureanu. În urma votului din 7 iunie 2009 a fost ales pe lista Partidului Democrat Liberal pentru un mandat de 5 ani, membru al Parlamentului European. Cristian Preda și-a exprimat intenția de a activa în cadrul comisiei de politică externă a Parlamentului European. Din 30 iunie 2012 Preda a fost prim-vicepreședinte al Partidului Democrat Liberal, până pe 3 iunie 2013, când a fost suspendat din partid pe o perioadă de șase luni. 
După terminarea suspendării, nu s-a alăturat niciunui partid până pe 31 ianuarie 2014, când a intrat în Partidul Mișcarea Populară. Cristian Preda a candidat de pe primul loc al listei acestui partid la alegerile europarlamentare din 2014 și a obținut al doilea său mandat de europarlamentar, în parlalel mai fiind ales doar Siegfried Mureșan. În cursul aceluiași an a demisionat din partid și a rămas independent până pe 29 ianuarie 2019, când s-a înscris în Partidul Libertate, Unitate și Solidaritate (PLUS). După ce a acceptat postul de decan al Facultății de Științe Politice din Universitatea București, Preda a demisionat din PLUS, noua poziție fiind incompatibilă cu activitatea politică.

## Activitate publicistică
Cristian Preda este autorul mai multor volume despre:
a) Evoluția gândirii politice românești:
- Modernitatea politică și românismul (Editura Nemira, 1998);
- Occidentul nostru (Editura Nemira, 1999);
- Staulul și sirena. Dilemele unui marxist român (Editura Nemira, 2002);
- Contribuții la istoria intelectuală a politicii românești (Editura Meridiane, 2003).

b) Istoria liberalismului: 
- Le libéralisme du désespoir. Tradition libérale et critique du totalitarisme dans les années 1938-1960 (Editura Universității din București, 2000);
- Liberalismul (Editura Nemira, 2000; ed. II, Editura Humanitas, 2003);
- Mic dicționar de gândire politică liberală (Editura Humanitas, 2004).

c) Sisteme electorale în istoria politică a României:
- România postcomunistă și România interbelică (Editura Meridiane, 2002);
- Partide și alegeri în România postcomunistă (Editura Nemira, 2005);
- Regimul, partidele si sistemul politic din România (Editura Nemira, 2008).[12]

În total, Cristian Preda a publicat peste 60 de studii și articole științifice în volume colective și în reviste de științe politice din țară și din străinătate. În paralel, a lucrat ca traducător și colaborator al editurilor Humanitas, Babel, Anastasia, Meridiane și Nemira.
Este coordonator al colecțiilor de științe politice: Societatea politică (la Editura Nemira, 1998-2002), Polis (la Editura Humanitas, 2003-2004) și Biblioteca de politică (la Editura Nemira, din 2004). A fost redactor la revistele Sfera Politicii] (1992-1996) și Polis (1995-1997).
Din anul 2001, Preda este editor al revistei „Studia politica”. De asemenea, el a colaborat la revistele „22” (din 1996), Dilema (din 1994), Cartea (1995-1996), Litere, Arte & Idei (1992-1996) și Observatorul Cultural.
Volume coordonate de autor
- Cum a rămas România fără președinte ales: 7 răspunsuri posibile, Scurt cuvânt înainte de Cristian Preda, Editura Humanitas, 2025, ISBN 978-973-50-8765-4           Anne Applebaum -  Dennis Deletant - Sabina Fati - Radu Paraschivescu - Cristian Preda (coord.) - Oliver Jens Schmitt - Ioan Stanomir

## Distincții obținute

### Premii
- Premiul de debut al Editurii Nemira (1998);

### Ordine și distincții
- „Serviciul credincios” - Comandor (România), (2000); din 2005, numit în Consiliul de onoare al Ordinului.
- „Ordinul Léopold” - Ofițer (Belgia), (2008);
- „Legiunea de Onoare” - Ofițer (Franța), (2009);[15]
- „Steaua României” - Cavaler (România), (2009);
- „Ordinul Coroanei” - Mare ofițer  (Belgia), (2009);

## Asocieri
- Între anii 1993 și 1994, Cristian Preda a fost membru al Centrului de Științe Sociale, Universitatea din București.
- În anul 1995, a devenit membru al Grupului pentru Dialog Social.
- Tot începând cu 1995, este membru al Asociației Române de Științe Politice și al Institutului de Studii Politice, Universitatea din București.

## Apartenență la organizații politice
Cristian Preda, ca șef de promoție, a fost membru al Partidului Comunist Român între anii 1987-1989. 
După Revoluție, el nu s-a mai înregimentat în niciun partid până în 2009, când s-a înscris in Partidul Democrat Liberal. Pe 31 ianuarie 2014, acesta a intrat în Partidul Mișcarea Populară, dar a fost exclus în cursul aceluiași an. Astfel, Preda a fost independent până pe 29 ianuarie 2019, când s-a înscris în Partidul Libertate, Unitate și Solidaritate (PLUS), partidul nou înființat de către fostul prim-ministru, Dacian Cioloș.

## Diverse
Cristian Preda vorbește fluent limbile franceză și engleză. El este căsătorit cu Simona Preda și are o fiică, Teodora Preda.